# Sociedade dos Pioneiros de Rochdale
A Sociedade Equitativa dos Pioneiros de Rochdale fundada em 1844, foi uma cooperativa de consumo, formando a base para o moderno movimento cooperativo, sendo também uma das primeiras a pagar um dividendo. Apesar de outras cooperativas terem precedido ela, a "Pioneiros de Rochdale" se tornou o protótipo para as sociedades cooperativas na Grã-Bretanha. A Cooperativa tornou-se mais famosa por projetar os " Princípios de Rochdale", um conjunto de princípios de cooperação que fornecem a base para as cooperativas em todo o mundo que operam até hoje. O modelo utilizado pelos Pioneiros de Rochdale é um estudo dentro da economia cooperativa.

## História

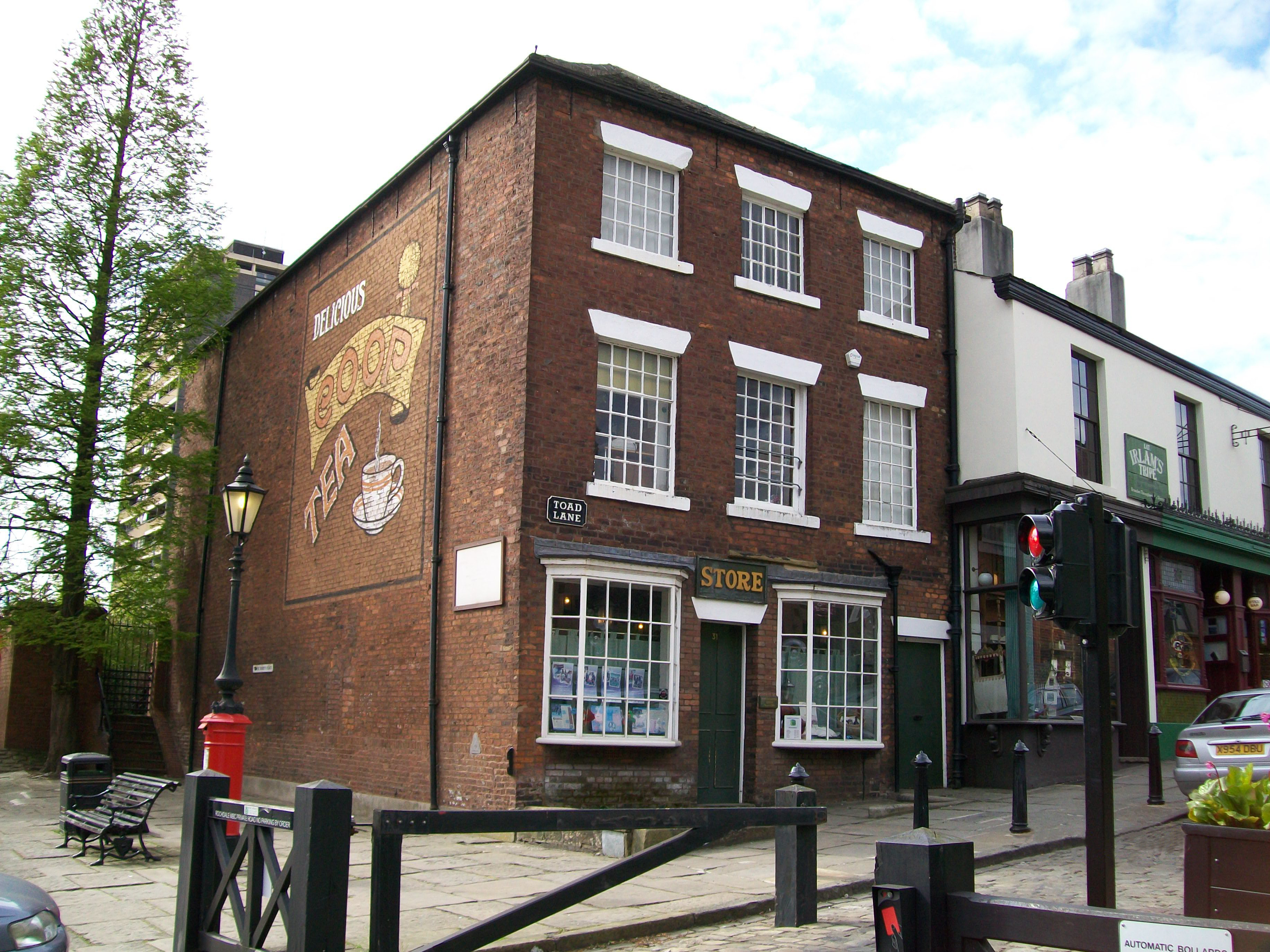
A primeira loja na rua Toad

A Sociedade dos Pioneiros de Rochdale foi formada em 1844 por um grupo de 28 operarios, sendo aproximadamente metade deles tecelões em Rochdale, Lancashire, Inglaterra. Como a mecanização da Revolução Industrial estava forçando mais e mais trabalhadores qualificados para a pobreza, estes decidiram se unir para abrir sua própria loja de venda de itens alimentares. Como as tentativas fracassadas de cooperação em mente, eles projetaram o famoso Princípios de Rochdale, e durante um período de quatro meses, eles se esforçaram para reunir um £ 1 por pessoa, para coletar um total de 28 pounds de capital inicial. Em 21 de dezembro de 1844, eles abriram sua loja com uma seleção muito escassa de manteiga, açúcar, farinha, farinha de aveia e algumas velas. Dentro de três meses, eles expandiram sua seleção para incluir chá e tabaco, e  logo foram conhecidos por oferecer artigos de alta qualidade a preços acessíveis. Dez anos depois, o movimento cooperativo britânico tinha crescido para cerca de 1 000 cooperativas.
A cooperativa alugou sua primeira loja na rua Toad numero 31 em Rochdale, e o movimento cooperativo mais tarde adquiriu o imóvel e o abriu-o como um museu em 1931.
O museu ressuscitou o nome legal da Sociedade Equitativa dos Pioneiros de Rochdale em 1989, devido do nome de ter sido abandonado pela cooperativa original em 1976, com à fusão com a Oldham Co-operative. 
O arquivo do movimento cooperativo em Rochdale é detido pela Rochdale Boroughwide Cultural Trust.